# Kikuo Wada
Kikuo Wada, född 1 mars 1951 i Teradomari, Niigata prefektur, död 8 maj 2025 i Nagaoka, Niigata prefektur, var en japansk brottare som tog OS-silver i lättviktsbrottning i fristilsklassen 1972 i München.